# Régiment d'Angoumois
Le régiment d'Angoumois est un régiment d'infanterie du royaume de France, créé en 1684, devenu sous la Révolution le 80e régiment d'infanterie de ligne.

## Création et différentes dénominations
- 6 septembre 1684 : création du régiment d’Angoumois, au nom de cette province
- 1er janvier 1791 : renommé 80e régiment d’infanterie de ligne

## Mestres de camp et colonels
- 6 septembre 1684 : Louis Christophe Gigault, marquis de Bellefonds (fils du maréchal de Bellefonds)
- 2 octobre 1685 : Antoine Balthazar de Longecombe, marquis de Thouy, brigadier le 10 mars 1690, maréchal de camp le 3 janvier 1696, lieutenant général des armées du roi le 10 février 1704, † 12 mars 1726 âgé de 77 ans
- 26 septembre 1690 : Claude de Luc, comte de Montelégier
- 1692 : François Alexandre de Galard de Béarn, comte de Brassac, † 1713
- 1702 : Jean Gilles de Rougé, marquis du Plessis-Bellière, † 1707
- 19 juin 1707 : Hardouin de Gaufreteau, baron de Puynormand, brigadier le 10 février 1704, maréchal de camp le 29 mars 1710, lieutenant général des armées du roi le 30 mars 1720, † 19 mai 1747 âgé de 78 ans
- 29 mars 1710 : Alexandre de Coëtanscours, † 1762
- 13 juin 1725 : Pons de Rosset de Ceilhes, chevalier de Rocozel puis marquis de Rocozel, brigadier le 24 janvier 1729, maréchal de camp le 21 décembre 1731, lieutenant général des armées du roi le 1er août 1734
- 27 décembre 1731 : André Hercule de Rosset de Ceilhes, marquis de Fleury
- 10 mars 1734 : Yves Marie de Recourt de Lens, comte de Ruppelmonde, né le 21 décembre 1707, brigadier le 1er août 1734, maréchal de camp le 20 février 1743, † 15 avril 1745
- 6 mars 1743 : François de Retournac, comte de Vaux, brigadier le 23 février 1746, déclaré maréchal de camp en décembre 1748 par brevet du 10 mai, lieutenant général des armées du roi le 17 décembre 1759
- 21 mai 1748 : Charles Louis Prévost, marquis de Saint-Cyr
- 10 février 1759 : Pierre Constantin Le Vicomte, chevalier de Blangy
- 30 novembre 1761 : Jean Toussaint de La Pierre, marquis de Fremeur, brigadier le 3 janvier 1770
- 11 juin 1774 : Louis Mathieu Armand, marquis d’Usson
- 1er janvier 1784 : Jean Moneins, comte de Montréal
- 28 février 1784 : Henri Antoine, marquis de Gayon
- 10 mars 1788 : Aymard Pierre Georges, chevalier de Nicolaï de Gussainville puis marquis de Nicolaï, né le 23 août 1752, maréchal de camp le 1er mai 1791, émigre en 1791, lieutenant général des armées du roi en 1814, † mars 1824[1]
- 25 juillet 1791 : François Louis, comte de Fitte de Soucy
- 5 février 1792 : Pierre Raymond de Caldaguès
- 24 octobre 1792 : Albert Auguste Le Ris de La Chapelette
- 25 juin 1793 : Claude François Roux du Rognon

## Historique des garnisons, combats et batailles du régiment
En 1713, le second bataillon (au moins) du Rgt d'Angoumois est en garnison à Vieux-Brisach. 
Lors de la réorganisation des corps d'infanterie français de 1762, le régiment conserve un bataillon et est affecté au service de la Marine et des Colonies et à la garde des ports dans le royaume. 
L'ordonnance arrête également l'habillement et l'équipement du régiment comme suit
Habit, parements, collet, veste et culotte blancs, revers vert, pattes en long garnies de quatre boutons, dont deux au milieu, trois sur la manche, quatre petits au revers, quatre au-dessous : boutons blancs avec le no 66. Chapeau bordé d'argent.
Le 26 avril 1775 il est renforcé par l'incorporation du régiment de Forez.
9 soldats de ce régiment sont morts aux États-Unis durant guerre d'indépendance des États-Unis.

## Personnages célèbres
- Théophile-Malo de La Tour d'Auvergne-Corret, capitaine en 1785
- Pierre Hugues Victoire Merle
- André Chénier (1786)

## Drapeaux
3 drapeaux, dont un blanc Colonel, et 2 d’Ordonnance, « aurores et violets dentelez par opposition, & croix blanches »

Drapeau d’Ordonnance
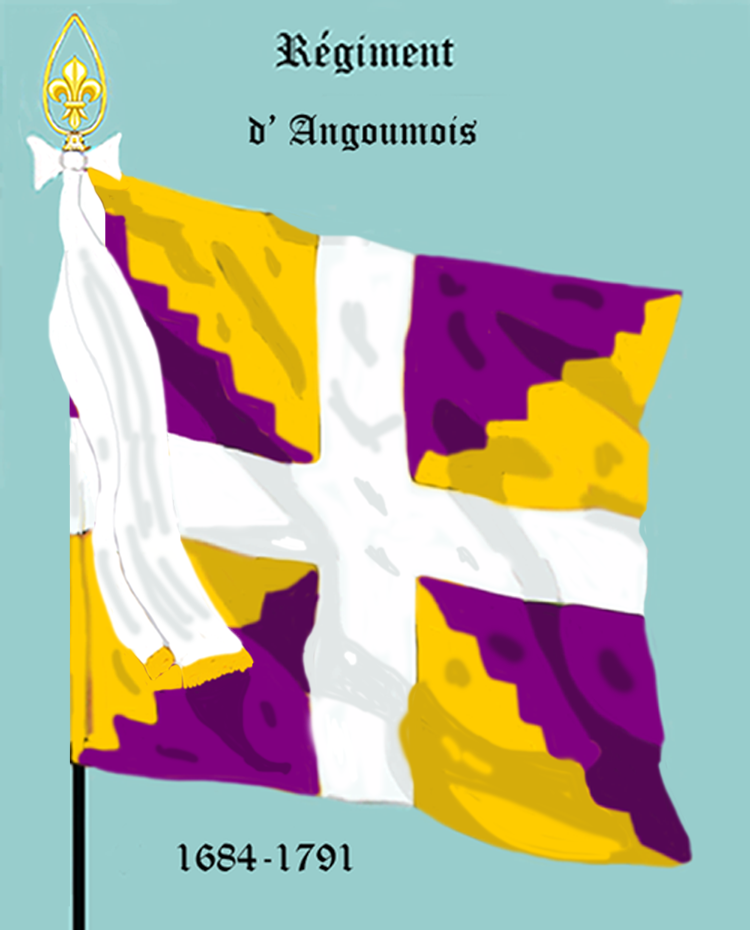
régiment d’Angoumois de 1684 à 1791

## Habillement

Uniformes
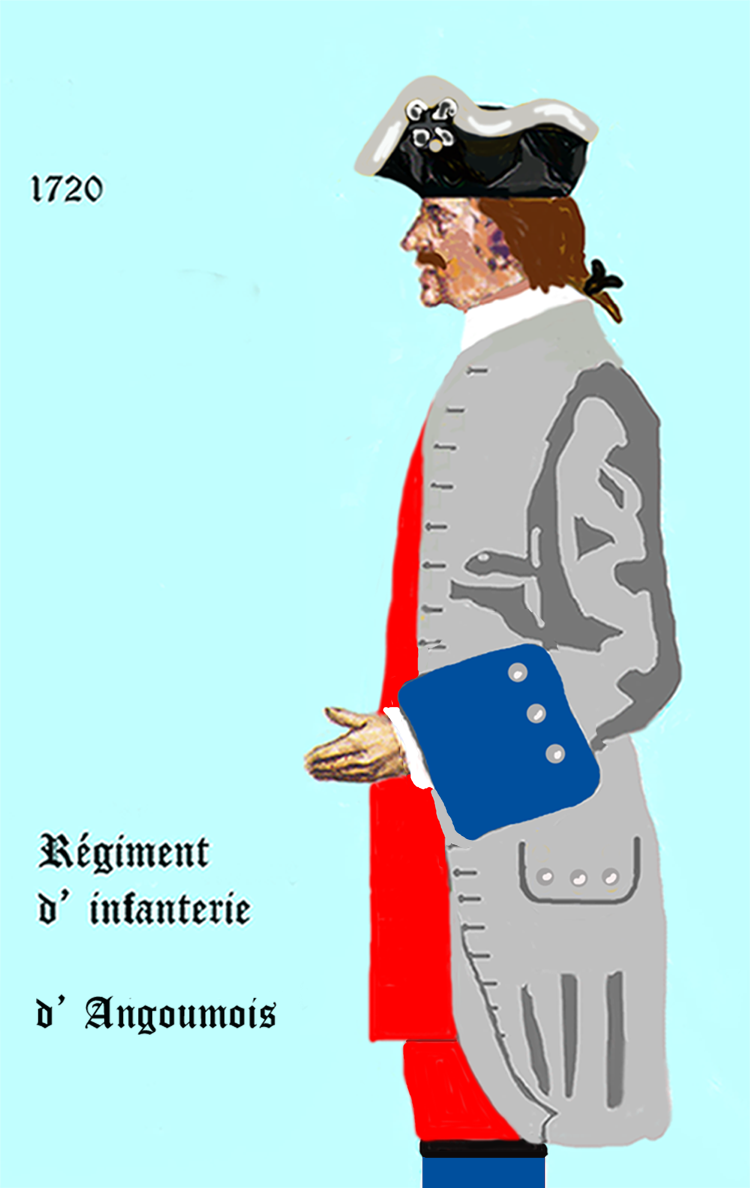
régiment d’Angoumois de 1720 à 1734
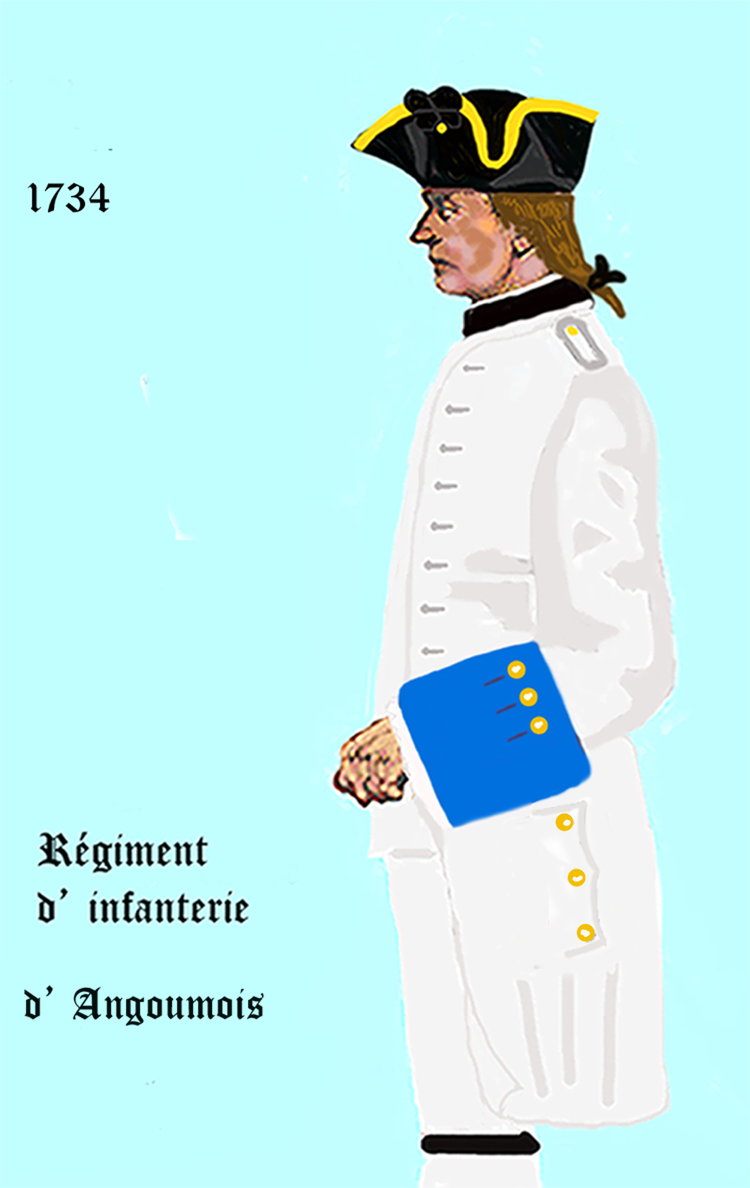
régiment d’Angoumois de 1734 à 1757
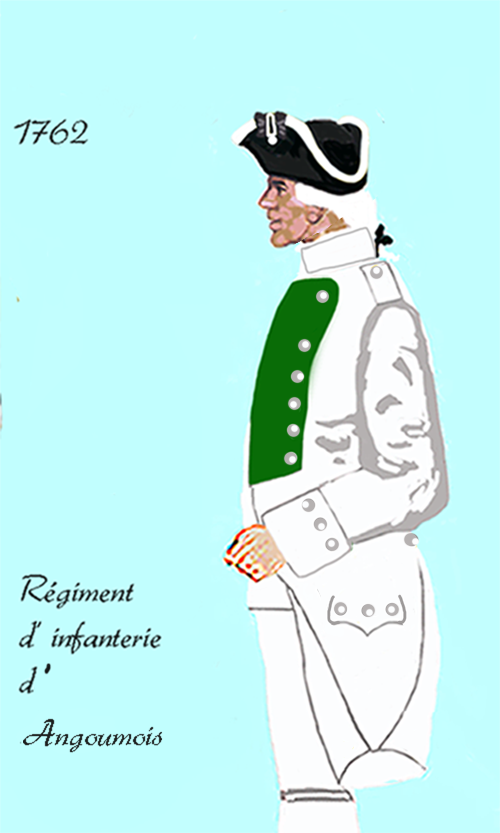
régiment d’Angoumois de 1762 à 1776

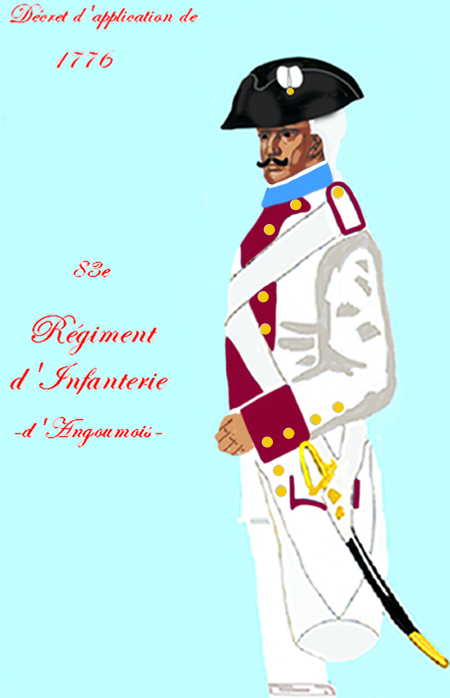
régiment d’Angoumois de 1776 à 1779
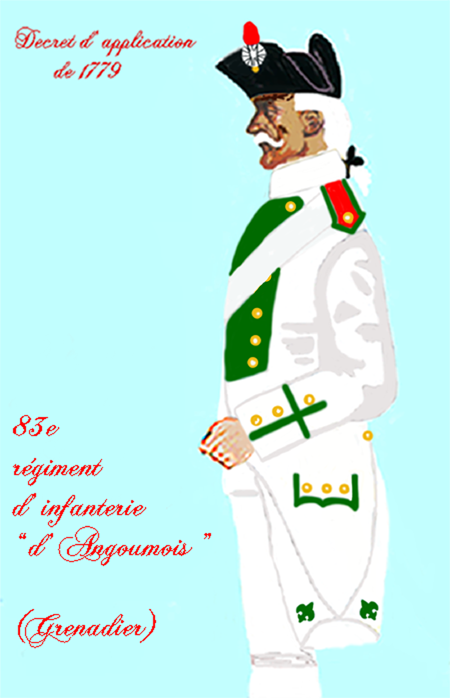
régiment d’Angoumois de 1779 à 1791
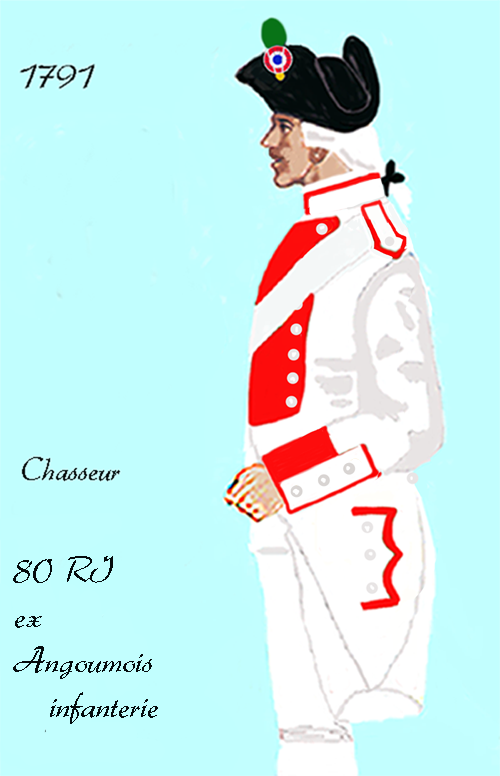
80e régiment d’infanterie de ligne de 1791 à 1795